# Semut (Purwodadi)
Semut is een bestuurslaag in het regentschap Pasuruan van de provincie Oost-Java, Indonesië. Semut telt 1894 inwoners (volkstelling 2010).